# Кочин (город)
Кочи́н (также Коччи, Кочи; малаял. കൊച്ചി, хинди कोच्चि, англ. Kochi МФА: [koˈtʃːi ]о файле) — город в индийском штате Керала. Крупный порт на Малабарском побережье Аравийского моря. Кочин является наиболее густонаселённым городом Кералы с населением 601 574 человек, образующим крупнейшую городскую агломерацию штата (около 2,1 миллиона человек). С 1967 года имеет статус муниципальной корпорации.

## Этимология
Древние путешественники и торговцы называли Кочин по-разному, трансформируя название города в Коким, Кочим, Коччи и Кочи. Кочинские евреи называли город Кодьжин (קוגין), что видно на печатях местной синагоги. Предположительно название города произошло от малаяламских слов кочу ажи, означающих в переводе «маленькая лагуна». Согласно другой версии Кочин происходит от слова каси, которое переводится как «бухта». Согласно итальянским исследователям Николо Конти (15-й век) и Фра Паолине (17-й век) название Кочин происходит от названия реки, связывающей водно-болотные угодья Кералы с морем. После прибытия португальцев, а затем и британцев официальным названием города стало Кочин. Малаяламское название Коччи было возвращено в 1996 году, однако название Кочин продолжает оставаться широко употребимым.

## История
Кочин является центром торговли специями на протяжении столетий. Город был известен евреям, сирийцам, арабам и китайцам с древности. Еврейская община Кочина существует предположительно с начала нашей эры. Значение Кочина выросло после разрушения порта Музирис вследствие разлива реки Перияр в 1341 году. В 15-м веке Кочин посетил китайский путешественник Ма Хуань (в составе экспедиции адмирала Чжэн Хэ).
По мнению историков, государство-предшественник княжества Кочин возникло в начале XII века после падения государства Чера. Власть правителей была наследственной. Кочин являлся столицей княжества с XVIII века. Правитель Кочина управлял городом и прилегающими территориями, однако в течение длительного периода его власть являлась скорее формальной вследствие зависимости от иностранных государств.
В 1500 году португальский мореплаватель Кабрал основал здесь европейское поселение, первое в Индии. В 1502 году Васко да Гама обустроил первую в Индии торговую факторию (где он и умер в 1524 году), в 1503 году Афонсу д’Албукерки построил в Кочине португальский форт. В 1504 году Дуарте Пачеко Перейра руководил обороной города. Португальское владычество продолжалось до 1663 года, когда город перешёл в руки голландцев. В 1814 году Голландия уступила Кочин Британии в обмен на остров Бангка.
В 1947 году, после обретения Индией независимости, Кочин стал первым туземным княжеством, добровольно присоединившимся к Индийскому Союзу. В 1949 году был образован штат Траванкор-Кочин в результате объединения Кочина и Траванкора. Махараджа Траванкора стал раджпрамуком нового штата (с 1949 по 1956 год). В 1956 году штат Траванкор-Кочин был преобразован в штат Керала. 1 ноября 1967 года была образована муниципальная корпорация Кочин, объединившая муниципалитеты Эрнакулама, Маттанчери, Форт-Коччи, а также ряд других территорий.

## География и климат
Кочин расположен на побережье Аравийского моря, занимая территорию около 95 км². Город включает в себя часть полуострова, группу небольших островов и часть материка. Острова, входящие в черту города, имеют площадь от 6 км² до менее чем 1 км². Большая часть Кочина находится на уровне моря, протяженность береговой линии Кочина — 48 км.
Через город протекает две реки — Перияр и Муватупужа, которые снабжают город пресной водой.
Климат города характеризуется как тропический муссонный, город расположен довольно близко к экватору, на широте 9°58’ с. ш. Средние температуры варьируются от 23 до 31°С, самая высокая когда-либо зафиксированная температура: 38°С, самая низкая: 17°С. Период муссонов (юго-западные муссоны) продолжается с июня по сентябрь, кроме того, с октября по ноябрь город находится в зоне действия северо-восточных муссонов, которые приносят хотя и меньшее количество осадков, но, тем не менее, весьма значительное. Среднегодовой уровень осадков составляет 3228 мм, в среднем в году бывает 132 дождливых дня.
| Показатель                    | Янв. | Фев. | Март | Апр.  | Май   | Июнь  | Июль  | Авг.  | Сен.  | Окт.  | Нояб. | Дек. | Год    |
| ----------------------------- | ---- | ---- | ---- | ----- | ----- | ----- | ----- | ----- | ----- | ----- | ----- | ---- | ------ |
| Абсолютный максимум, °C       | 36,4 | 35,7 | 36,0 | 36,5  | 35,2  | 34,2  | 33,1  | 32,5  | 34,2  | 34,6  | 35,6  | 34,8 | 36,5   |
| Средний суточный максимум, °C | 30   | 30   | 31   | 31    | 31    | 28    | 28    | 28    | 28    | 29    | 30    | 30   | 30     |
| Средняя температура, °C       | 27   | 28   | 28   | 29    | 28    | 26    | 26    | 26    | 27    | 27    | 27    | 27   | 27     |
| Средний суточный минимум, °C  | 23   | 25   | 26   | 26    | 26    | 25    | 24    | 24    | 25    | 25    | 25    | 23   | 25     |
| Абсолютный минимум, °C        | 16,5 | 16,3 | 21,6 | 21,3  | 21,1  | 20,4  | 17,6  | 20,6  | 21,1  | 19,2  | 19,2  | 17,7 | 16,3   |
| Норма осадков, мм             | 21,9 | 22,9 | 35,3 | 124,0 | 395,7 | 720,7 | 697,2 | 367,8 | 289,4 | 302,3 | 175,1 | 48,3 | 3228,3 |
| Источник:                     |      |      |      |       |       |       |       |       |       |       |       |      |        |

## Население
По данным на 2011 год население города составляет 601 574 человека, население агломерации (на 2001 год) — 1 355 972 человека. На каждые 1000 мужчин приходится 1024 женщины, что необычно для Индии, где в большинстве крупных городов количество мужчин значительно превосходит количество женщин. Уровень грамотности составляет 94,3 %. Около 47 % населения исповедуют индуизм, христиане составляют около 35 % (одна из крупнейших христианских общин в стране). Часть населения также исповедует ислам, джайнизм, сикхизм и иудаизм. Основной язык населения — малаялам; в бизнесе и образовании распространён также английский.

## Экономика
Кочин известен как коммерческая столица Кералы. В Кочине расположена единственная в штате Керала Фондовая биржа Кочина. Четвёртый по величине частный банк Индии, Федеральный банк, расположен в пригороде Кочина — в городе Алува. Ведущая компания онлайн-продаж в стране SEBI имеет офис в Кочине.
Доступность электрической энергии, чистой воды, длинная береговая линия, заводи, хорошее банковское обслуживание, наличие крупного порта, контейнерного терминала и международного аэропорта обеспечивают рост экономики города и прилегающих территорий. В последние годы имел место инвестиционный бум, сделавший экономику города одной из наиболее быстро растущих среди городов второго эшелона развития. Налог с продаж, получаемый из метрополии, является значительным вливанием в государственную казну.
В округе создаётся 14,47 % ВВП штата. Строительство и обрабатывающая промышленность составляют 37 % ВВП, торговля, туризм и гостиничный сектор — ещё 20 % ВВП. Оснвновные сектора экономики города — строительство, обрабатывающая промышленность, кораблестроение, транспортные услуги, экспорт специй и морепродуктов, информационные технологии, туризм, в том числе медицинский туризм, химическая промышленность и банковский сектор. По оценке Всемирного банка Кочин — один из 17 главных промышленных центров Индии. Однако при этом по степени благоприятствования развитию бизнеса в 2009 году город был оценен как предпоследний из семнадцати городов.

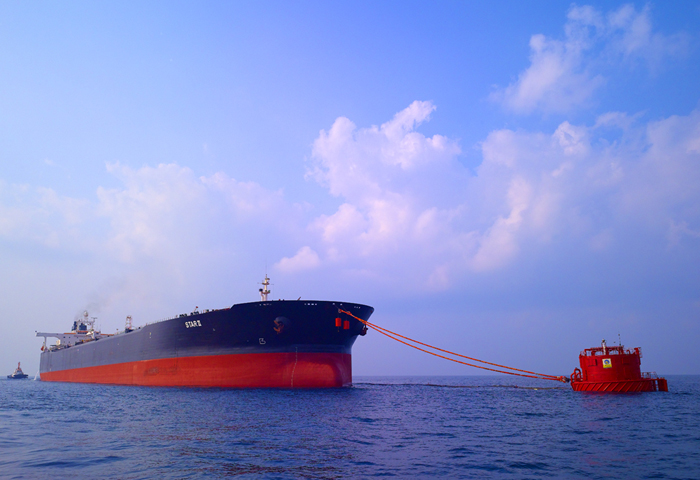
The SPM facility of Kochi Refineries at offsore Kochi.

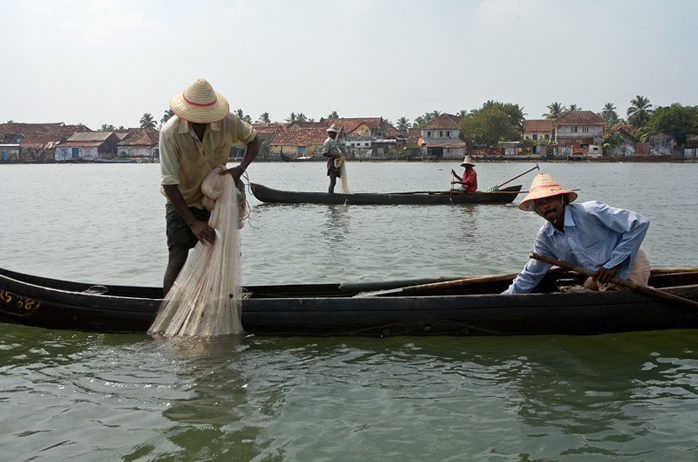
Ловля рыб в заводях Кералы

Как и в других городах Кералы, важным источником дохода являются денежные переводы нерезидентов Индии.
Расположенный в 17 км к северу от Кочина город Элур является крупнейшим промышленным центром Кералы: в нём расположено свыше 250 промышленных предприятий, включая химические и нефтехимические предприятия, производства пестицидов, удобрений, кожаных изделий, а также предприятия по извлечению редкоземельных элементов. В Кочине расположены судоверфь и один из крупнейших на юге Индии нефтеперерабатывающих заводов. В Кочине находятся центральные офисы Совета по развитию производства кокосов и Агентства по развитию экспорта морепродуктов.
Как и в других городах Кералы, важным драйвером роста местной экономики является туризм. Округ Эрнакулам, в котором расположен Кочин, является первым в Керале по числу внутренних туристов. Такие достопримечательности, как Форт-Коччи, музеи и ряд исторических памятников, а также природные объекты, как, например, озеро Вембанад и заводи привлекают значительное число туристов. Порт Кочина принимает значительное число круизных рейсов.

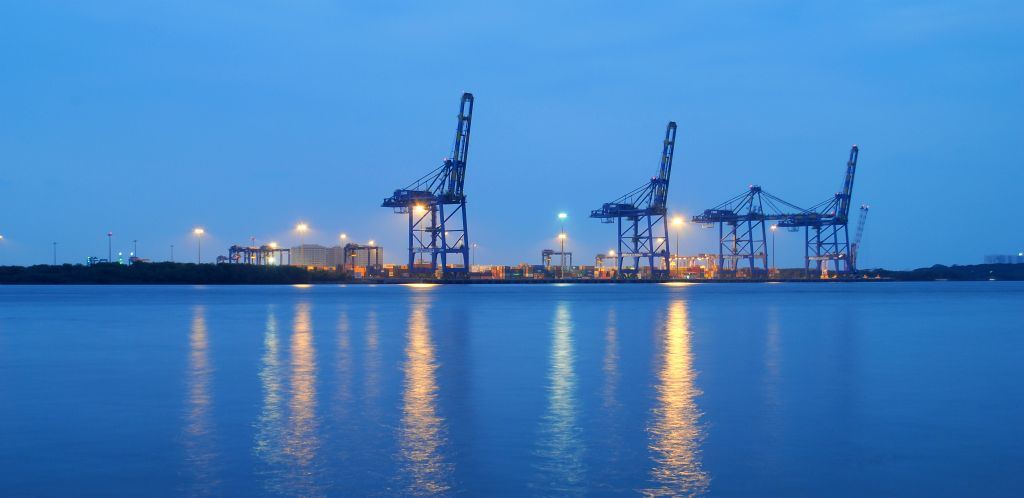
Международный транспортный терминал, Валларпадам

Кочин — штаб-квартира Южного командования Индийских военно-морских сил.
Экспортные и смежные предприятия вносят свой вклад в развитие города. Международный контейнерный транспортный терминал Кочина является крупнейшим в Индии. Город является важным экспортёром специй и местом расположения Международной биржи по купле-продаже перца. Совет Индии по специям и Всемирная организация специй имеют штаб-квартиры в Кочине.
Рост демонстрируют и отрасли экономики, связанные с информационными технологиями. Преимуществами Кочина являются дешёвый доступ к подводным кабелям и низкие операционные расходы. В городе и его пригородах действуют Инфопарк, особая экономическая зона и Корпорация Кералы по развитию промышленной инфраструктуры.

## Транспорт

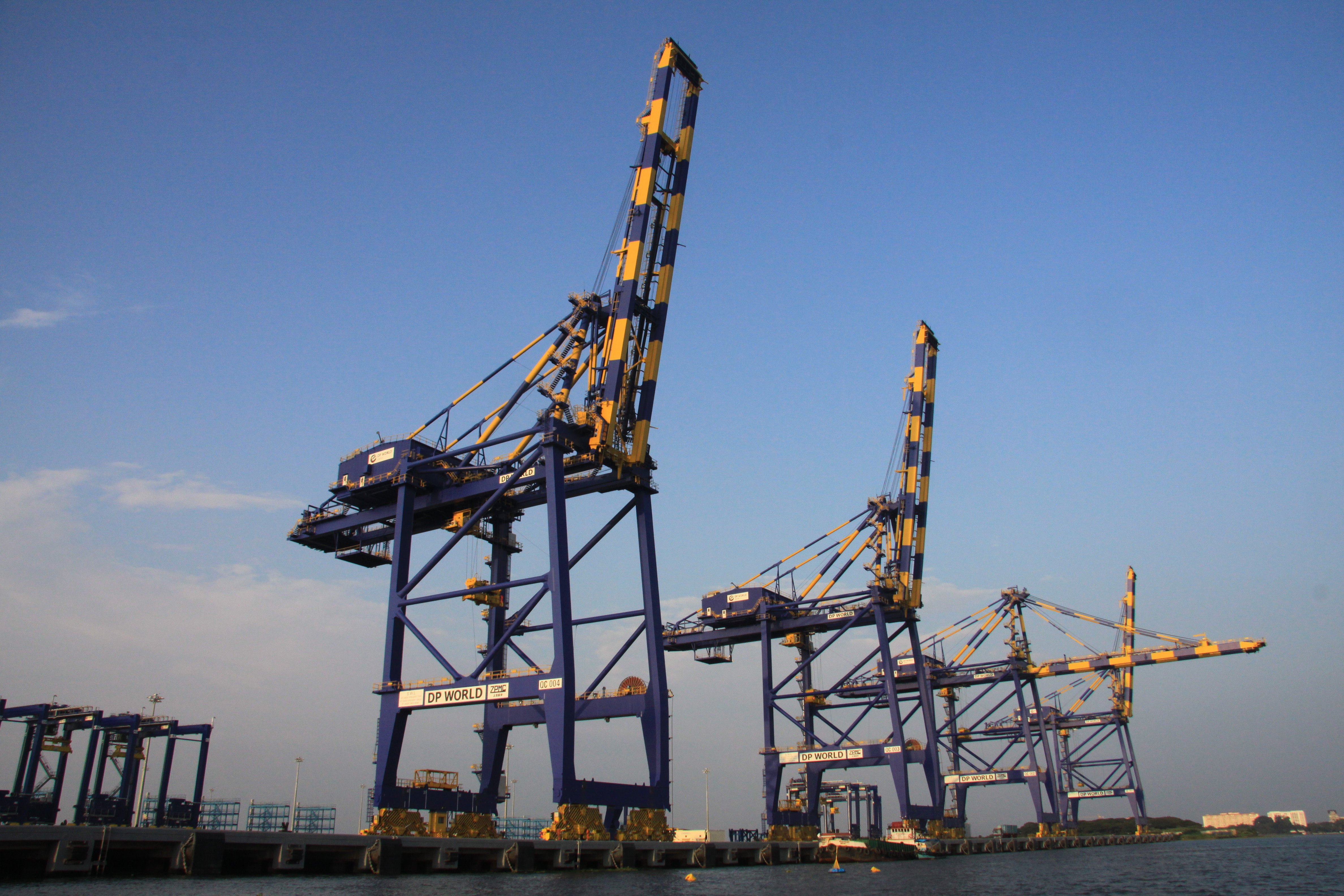
Порт Кочина

Кочинский международный аэропорт расположен примерно в 25 км к северу от города, принимает как местные, так и международные рейсы. Международные рейсы включают такие города, как Маскат, Абу-Даби, Доха, Куала-Лумпур, Сингапур, Коломбо, Дубай и др.
Национальное шоссе № 47 соединяет Кочин с Коимбатуром (на северо-востоке) и Тривандрумом (на юге). Шоссе № 17 соединяет город с Мумбаи, проходя вдоль побережья через Кожикоде, Мангалор и Гоа. Хайвэй № 49 соединяет Кочин с городами Мадурай и Рамешварам.
Кочин находится в Южной зоне индийских железных дорог, в городе имеются 2 крупных станции: северная (Ernakulam Town) и южная (Ernakulam Junction).
Метрополитен был открыт 17 июня 2017 года.
В Кочине действуют многочисленные переправы и паромы через протоки и внутренние воды к островам и районам города.

## Известные уроженцы
- Вайлоппилли Шридхара Менон (1911—1985) — индийский поэт.

## Города-побратимы
- Пятигорск (Россия)